# Заказанка
Заказа́нка (бел. Заказанка) — деревня в Брестском районе Брестской области Беларуси, в 16 км к югу от Бреста. Входит в состав Знаменского сельсовета.

## География
Расположена в 0,7 км от правого берега Западного Буга и, соответственно, границы с Польшей. В деревне находится железнодорожная станция Заказанка.

## История
В 2 км к северу от деревни археологами обнаружена стоянка 8—1 тысячелетий до н. э., входящая в реестр памятников культуры Беларуси.
В 1905 году — деревня Меднянской волости Брестского уезда Гродненской губернии.
После Рижского мирного договора 1921 года — в составе гмины Медно Брестского повята Полесского воеводства Польши, 8 дворов.
С 1939 года — в составе БССР. В 1940 году — 22 двора.
До 2013 года Заказанка входила в Гершонский сельсовет (с 2007 года именовавшийся Страдечским), а с его упразднением вошла в состав Знаменского сельсовета.

## Достопримечательность
- Стоянка периода мезолита, неолита, бронзового века (8–1-е тыс. до н.э.) —  Историко-культурная ценность Республики Беларусь, шифр 112В000088